# HMS Invincible (1977)
HMS Invincible (R05) – brytyjski lotniskowiec lekki typu Invincible, który wszedł do służby w 1980. Okręt wziął udział w wojnie o Falklandy.

## Historia
Stępkę pod budowę pierwszego okrętu typu Invincible HMS "Invincible" położono 20 lipca 1973 w stoczni Vickers w Barrow-in-Furness. Wodowanie nastąpiło 8 maja 1977, wejście do służby 11 lipca 1980.
W lutym 1982 rząd Australii zgodził się kupić lotniskowiec "Invincible" za 175 milionów funtów. Umowa nie została jednak zrealizowana z powodu wybuchu wojny o Falklandy w kwietniu 1982. Wraz z lotniskowcem HMS "Hermes" stanowił trzon brytyjskich sił ekspedycyjnych wysłanych w celu odzyskania wysp. Podczas walk 18 samolotów  Harrier stacjonujących na pokładzie "Invincible" zapewniało osłonę lotniczą brytyjskiej flocie, a także wspierało działania wojsk na lądzie.  Lotniskowiec ze swoją grupą brał w kolejnych latach udział w ćwiczeniach z udziałem państw NATO. Między innymi, w maju 1990 roku podczas manewrów Dragon Hammer ćwiczył w zespole z czterema innymi okrętami lotniczymi na Morzu Śródziemnym. Jeden z jego Harierrów wpadł jednak w tym czasie do wody, pilot zginął. W latach 1993–1999 okręt zabezpieczał działania sił międzynarodowych związane z wojną w państwach byłej Jugosławii. W drugiej połowie 1996 roku służył na Adriatyku, gdzie jego samoloty po raz pierwszy od wojny o Falklandy brały udział w 10-dniowych nalotach na pozycje bośniackich Serbów, podczas których wykonano 24 misje bombowe Harrierów, 37 patroli bojowych i 22 loty rozpoznawcze. Brał później w atakach na siły serbskie w związku z kryzysem w Kosowie. Pod koniec 2003 po rocznej modernizacji okręt ponownie wszedł do służby. W czasie modernizacji z dziobu okrętu usunięto zestaw przeciwlotniczy, aby na przedłużonym pokładzie zrobić więcej miejsca dla samolotów. Zmodernizowano także urządzenia łączności na okręcie. Po przebudowie wyporność okrętu wzrosła do 22 000 t.
W październiku "Invincible" został okrętem flagowym floty NATO podczas manewrów "Destined Glory", które miały miejsce na Morzu Śródziemnym. Okręt wycofano ze służby 3 sierpnia 2005. Przez kolejne lata pozostawał w rezerwie. Okręt pozbawiony części wyposażenia i silników został wystawiony na aukcję. Zakupem zainteresowany był chiński biznesmen Lam Kin-bong, który zaoferował 5 milionów funtów i zamierzał wykorzystać okręt w celach edukacyjno-rozrywkowych. Transakcja została jednak anulowana przez rząd brytyjski, oficjalnie z powodów formalnych. Okręt zostanie zezłomowany przez turecką stocznię.
Po wycofaniu ze służby, w roli okrętu flagowego Royal Navy został zastąpiony przez jednostkę bliźniaczą HMS "Illustrious".

## Wizyta w Polsce
W czerwcu 1998 okręt zawinął do portu w Gdyni i zacumował przy Nabrzeżu Francuskim. Wizyta odbyła się z okazji 80. rocznicy polskiej Marynarki Wojennej oraz w związku z Morskimi Pokazami Lotniczymi Gdynia '98.